# Kremsmünster
Kremsmünster là một thị xã ở huyện Kirchdorf an der Krems, bang Oberösterreich, nước Áo. Đô thị này có diện tích 42,1 km², dân số thời điểm ngày 31 tháng 12 năm 2005 là 6440 người. Ở đây có nhà thờ Kremsmünster được thiết lập năm 777 bởi công tước Tassilo III của Bavaria và là một trong những nhà thờ cổ nhất ở trung Âu. Kinh tế địa phương dựa vào ngành công nghiệp.